# Caledoniscincus pelletieri
Espèce
Caledoniscincus pelletieri est une espèce de sauriens de la famille des Scincidae.

## Répartition
Cette espèce est endémique de la province Nord en Nouvelle-Calédonie. Elle se encontre dans le massif de Tiébaghi dans le nord de Koumac.

## Étymologie
Cette espèce est nommée en l'honneur de Bernard Pelletier.

## Publication originale
- Sadlier, Whitaker, Wood & Bauer, 2014 : A new species of lizard in the genus Caledoniscincus (Reptilia: Scincidae) from far northwest New Caledonia. Zootaxa, no 3795 (1), p. 45–60.